# Eliminatórias da Copa do Mundo FIFA de 2006 - América do Sul
A confederação sul-americana de futebol, a CONMEBOL representa dez seleções afiliadas ao órgão mundial controlador do esporte, a FIFA. Todas participaram das Eliminatórias da Copa do Mundo FIFA de 2006; o continente recebeu 4 vagas das 32 disponíveis no total, e mais uma em respescagem. Os países classificados, em ordem alfabéfica, foram a Argentina, o Brasil, o Equador e o Paraguai.

## Processo de qualificação
A confederação selecionou o processo mais simples possível de qualificação - todas as seleções jogaram entre si em turno e returno em um torneio de dez seleções. Os quatro primeiros automaticamente classificaram-se para a Copa do Mundo na Alemanha. Os times que conseguiram a classificação estão indicados na tabela em negrito.
O 5º colocado no torneio (Uruguai) jogou com o vencedor das eliminatórias da Confederação de Futebol da Oceania (a Austrália) em uma disputa em dois jogos de ida-e-volta para um lugar a mais na Copa do Mundo. O Uruguai venceu o primeiro jogo, a Austrália venceu o segundo (ambos os placares 1 a 0) e a Austrália venceu a competição de pênaltis.

## Classificação
| Pos | Equipe    | Pts | J  | V  | E | D  | GP | GC | SG  | Classificado                |  | BRA | ARG | ECU | PAR | URU | COL | CHI | VEN | PER | BOL |
| --- | --------- | --- | -- | -- | - | -- | -- | -- | --- | --------------------------- |  | --- | --- | --- | --- | --- | --- | --- | --- | --- | --- |
| 1   | Brasil    | 34  | 18 | 9  | 7 | 2  | 35 | 17 | +18 | Copa do Mundo de 2006       |  | —   | 3–1 | 1–0 | 4–1 | 3–3 | 0–0 | 5–0 | 3–0 | 1–0 | 3–1 |
| 2   | Argentina | 34  | 18 | 10 | 4 | 4  | 29 | 17 | +12 | Copa do Mundo de 2006       |  | 3–1 | —   | 1–0 | 0–0 | 4–2 | 1–0 | 2–2 | 3–2 | 2–0 | 3–0 |
| 3   | Equador   | 28  | 18 | 8  | 4 | 6  | 23 | 19 | +4  | Copa do Mundo de 2006       |  | 1–0 | 2–0 | —   | 5–2 | 0–0 | 2–1 | 2–0 | 2–0 | 0–0 | 3–2 |
| 4   | Paraguai  | 28  | 18 | 8  | 4 | 6  | 23 | 23 | 0   | Copa do Mundo de 2006       |  | 0–0 | 1–0 | 2–1 | —   | 4–1 | 0–1 | 2–1 | 1–0 | 1–1 | 4–1 |
| 5   | Uruguai   | 25  | 18 | 6  | 7 | 5  | 23 | 28 | −5  | Repescagem intercontinental |  | 1–1 | 1–0 | 1–0 | 1–0 | —   | 3–2 | 2–1 | 0–3 | 1–3 | 5–0 |
| 6   | Colômbia  | 24  | 18 | 6  | 6 | 6  | 24 | 16 | +8  | Eliminados                  |  | 1–2 | 1–1 | 3–0 | 1–1 | 5–0 | —   | 1–1 | 0–1 | 5–0 | 1–0 |
| 7   | Chile     | 22  | 18 | 5  | 7 | 6  | 18 | 22 | −4  | Eliminados                  |  | 1–1 | 0–0 | 0–0 | 0–1 | 1–1 | 0–0 | —   | 2–1 | 2–1 | 3–1 |
| 8   | Venezuela | 18  | 18 | 5  | 3 | 10 | 20 | 28 | −8  | Eliminados                  |  | 2–5 | 0–3 | 3–1 | 0–1 | 1–1 | 0–0 | 0–1 | —   | 4–1 | 2–1 |
| 9   | Peru      | 18  | 18 | 4  | 6 | 8  | 20 | 28 | −8  | Eliminados                  |  | 1–1 | 1–3 | 2–2 | 4–1 | 0–0 | 0–2 | 2–1 | 0–0 | —   | 4–1 |
| 10  | Bolívia   | 14  | 18 | 4  | 2 | 12 | 20 | 37 | −17 | Eliminados                  |  | 1–1 | 1–2 | 1–2 | 2–1 | 0–0 | 4–0 | 0–2 | 3–1 | 1–0 | —   |

1. 1 2  Empatados no confronto direto. A diferença geral de gols foi usada como desempate.
2. 1 2  Empatados no confronto direto (3). Diferença de gols no confronto direto: Equador +2, Paraguai -2.
3. 1 2  Pontos de confronto direto: Venezuela 4, Peru 1.

## Partidas
| Data                   | Partida               | Local                     | Resultado |
| 6 de setembro de 2003  | Equador - Venezuela   | Quito (Equador)           | 2:0 (1:0) |
| 6 de setembro de 2003  | Argentina - Chile     | Buenos Aires (Argentina)  | 2:2 (2:0) |
| 6 de setembro de 2003  | Peru - Paraguai       | Lima (Peru)               | 4:1 (2:1) |
| 7 de setembro de 2003  | Uruguai - Bolívia     | Montevidéu (Uruguai)      | 5:0 (2:0) |
| 7 de setembro de 2003  | Colômbia - Brasil     | Barranquilha (Colômbia)   | 1:2 (1:1) |
| 9 de setembro de 2003  | Venezuela - Argentina | Caracas (Venezuela)       | 0:3 (0:3) |
| 9 de setembro de 2003  | Chile - Peru          | Santiago de Chile (Chile) | 2:1 (1:0) |
| 10 de setembro de 2003 | Bolívia - Colômbia    | La Paz (Bolívia)          | 4:0 (2:0) |
| 10 de setembro de 2003 | Paraguai - Uruguai    | Asunción (Paraguai)       | 4:1 (1:1) |
| 10 de setembro de 2003 | Brasil - Equador      | Manaus (Brasil)           | 1:0 (1:0) |
| 15 de novembro de 2003 | Uruguai - Chile       | Montevidéu (Uruguai)      | 2:1 (1:1) |
| 15 de novembro de 2003 | Colômbia - Venezuela  | Barranquilha (Colômbia)   | 0:1 (0:1) |
| 15 de novembro de 2003 | Paraguai - Equador    | Asunción (Paraguai)       | 2:1 (1:0) |
| 15 de novembro de 2003 | Argentina - Bolívia   | Buenos Aires (Argentina)  | 3:0 (0:0) |
| 16 de novembro de 2003 | Peru - Brasil         | Lima (Peru)               | 1:1 (0:1) |
| 18 de novembro de 2003 | Venezuela - Bolívia   | Maracaibo (Venezuela)     | 2:1 (0:0) |
| 18 de novembro de 2003 | Chile - Paraguai      | Santiago de Chile (Chile) | 0:1 (0:1) |
| 19 de novembro de 2003 | Equador - Peru        | Quito (Equador)           | 0:0       |
| 19 de novembro de 2003 | Colômbia - Argentina  | Barranquilha (Colômbia)   | 1:1 (0:1) |
| 19 de novembro de 2003 | Brasil - Uruguai      | Curitiba (Brasil)         | 3:3 (2:0) |
| 30 de março de 2004    | Bolívia - Chile       | La Paz (Bolívia)          | 0:2 (0:1) |
| 30 de março de 2004    | Argentina - Equador   | Buenos Aires (Argentina)  | 1:0 (0:0) |
| 31 de março de 2004    | Uruguai - Venezuela   | Montevidéu (Uruguai)      | 0:3 (0:1) |
| 31 de março de 2004    | Paraguai - Brasil     | Asunción (Paraguai)       | 0:0       |
| 31 de março de 2004    | Peru - Colômbia       | Lima (Peru)               | 0:2 (0:2) |
| 1 de junho de 2004     | Bolívia - Paraguai    | La Paz (Bolívia)          | 2:1 (1:1) |
| 1 de junho de 2004     | Venezuela - Chile     | San Cristobal (Venezuela) | 0:1 (0:0) |
| 1 de junho de 2004     | Uruguai - Peru        | Montevidéu (Uruguai)      | 1:3 (0:2) |
| 2 de junho de 2004     | Equador - Colômbia    | Quito (Equador)           | 2:1 (1:0) |
| 2 de junho de 2004     | Brasil - Argentina    | Belo Horizonte (Brasil)   | 3:1 (1:0) |
| 5 de junho de 2004     | Equador - Bolívia     | Quito (Equador)           | 3:2 (3:0) |
| 6 de junho de 2004     | Argentina - Paraguai  | Buenos Aires (Argentina)  | 0:0       |
| 6 de junho de 2004     | Peru - Venezuela      | Lima (Peru)               | 0:0       |
| 6 de junho de 2004     | Colômbia - Uruguai    | Barranquilha (Colômbia)   | 5:0 (3:0) |
| 6 de junho de 2004     | Chile - Brasil        | Santiago de Chile (Chile) | 1:1 (0:1) |
| 4 de setembro de 2004  | Peru - Argentina      | Lima (Peru)               | 1:3 (0:1) |
| 5 de setembro de 2004  | Uruguai - Equador     | Montevidéu (Uruguai)      | 1:0 (0:0) |
| 5 de setembro de 2004  | Brasil - Bolívia      | São Paulo (Brasil)        | 3:1 (3:0) |
| 5 de setembro de 2004  | Paraguai - Venezuela  | Asunción (Paraguai)       | 1:0 (0:0) |
| 5 de setembro de 2004  | Chile - Colômbia      | Santiago de Chile (Chile) | 0:0       |
| 9 de outubro de 2004   | Argentina - Uruguai   | Buenos Aires (Argentina)  | 4:2 (3:0) |
| 9 de outubro de 2004   | Bolívia - Peru        | La Paz (Bolívia)          | 1:0 (0:0) |
| 9 de outubro de 2004   | Colômbia - Paraguai   | Barranquilha (Colômbia)   | 1:1 (1:0) |
| 9 de outubro de 2004   | Venezuela - Brasil    | Maracaibo (Venezuela)     | 2:5 (0:2) |
| 10 de outubro de 2004  | Equador - Chile       | Quito (Equador)           | 2:0 (0:0) |
| 12 de outubro de 2004  | Bolívia - Uruguai     | La Paz (Bolívia)          | 0:0       |
| 13 de outubro de 2004  | Paraguai - Peru       | Asunción (Paraguai)       | 1:1 (1:0) |
| 13 de outubro de 2004  | Chile - Argentina     | Santiago de Chile (Chile) | 0:0       |
| 13 de outubro de 2004  | Brasil - Colômbia     | Maceió (Brasil)           | 0:0       |
| 14 de outubro de 2004  | Venezuela - Ecuador   | San Cristobal (Venezuela) | 3:1 (1:1) |
| 17 de novembro de 2004 | Argentina - Venezuela | Buenos Aires (Argentina)  | 3:2 (2:1) |
| 17 de novembro de 2004 | Colômbia - Bolívia    | Barranquilha (Colômbia)   | 1:0 (1:0) |
| 17 de novembro de 2004 | Peru - Chile          | Lima (Peru)               | 2:1 (0:0) |
| 17 de novembro de 2004 | Uruguai - Paraguai    | Montevidéu (Uruguai)      | 1:0 (0:0) |
| 17 de novembro de 2004 | Equador - Brasil      | Quito (Equador)           | 1:0 (0:0) |
| 26 de março de 2005    | Venezuela - Colômbia  | Maracaibo (Venezuela)     | 0:0       |
| 26 de março de 2005    | Chile - Uruguai       | Santiago de Chile (Chile) | 1:1 (0:1) |
| 26 de março de 2005    | Bolívia - Argentina   | La Paz (Bolívia)          | 1:2 (0:0) |
| 27 de março de 2005    | Equador - Paraguai    | Quito (Equador)           | 5:2 (2:2) |
| 27 de março de 2005    | Brasil - Peru         | Goiânia (Brasil)          | 1:0 (0:0) |
| 29 de março de 2005    | Bolívia - Venezuela   | La Paz (Bolívia)          | 3:1 (2:0) |
| 30 de março de 2005    | Paraguai - Chile      | Asunción (Paraguai)       | 2:1 (1:0) |
| 30 de março de 2005    | Argentina - Colômbia  | Buenos Aires (Argentina)  | 1:0 (0:0) |
| 30 de março de 2005    | Peru - Equador        | Lima (Peru)               | 2:2 (1:2) |
| 30 de março de 2005    | Uruguai - Brasil      | Montevidéu (Uruguai)      | 1:1 (0:0) |
| 4 de junho de 2005     | Chile - Bolívia       | Santiago de Chile (Chile) | 3:1 (2:0) |
| 4 de junho de 2005     | Equador - Argentina   | Quito (Equador)           | 2:0 (0:0) |
| 4 de junho de 2005     | Venezuela - Uruguai   | Maracaibo (Venezuela)     | 1:1 (0:1) |
| 4 de junho de 2005     | Colômbia - Peru       | Barranquilha (Colômbia)   | 5:0 (1:0) |
| 5 de junho de 2005     | Brasil - Paraguai     | Porto Alegre (Brasil)     | 4:1 (2:0) |
| 7 de junho de 2005     | Peru - Uruguai        | Lima (Peru)               | 0:0       |
| 8 de junho de 2005     | Paraguai - Bolívia    | Asunción (Paraguai)       | 4:1 (2:1) |
| 8 de junho de 2005     | Chile - Venezuela     | Santiago de Chile (Chile) | 2:1 (1:0) |
| 8 de junho de 2005     | Argentina - Brasil    | Buenos Aires (Argentina)  | 3:1 (3:0) |
| 8 de junho de 2005     | Colômbia - Equador    | Barranquilha (Colômbia)   | 3:0 (2:0) |
| 3 de setembro de 2005  | Paraguai - Argentina  | Asunción (Paraguai)       | 1:0 (1:0) |
| 3 de setembro de 2005  | Brasil - Chile        | Brasília (Brasil)         | 5:0 (4:0) |
| 3 de setembro de 2005  | Bolívia - Equador     | La Paz (Bolívia)          | 1:2 (1:1) |
| 3 de setembro de 2005  | Venezuela - Peru      | Maracaibo (Venezuela)     | 4:1 (1:0) |
| 3 de setembro de 2005  | Uruguai - Colômbia    | Montevidéu (Uruguai)      | 3:2 (1:0) |
| 8 de outubro de 2005   | Bolívia - Brasil      | La Paz (Bolívia)          | 1:1 (0:1) |
| 8 de outubro de 2005   | Argentina - Peru      | Buenos Aires (Argentina)  | 2:0 (0:0) |
| 8 de outubro de 2005   | Equador - Uruguai     | Quito (Equador)           | 0:0       |
| 8 de outubro de 2005   | Venezuela - Paraguai  | Maracaibo (Venezuela)     | 0:1 (0:0) |
| 8 de outubro de 2005   | Colômbia - Chile      | Barranquilha (Colômbia)   | 1:1 (1:0) |
| 11 de outubro de 2005  | Uruguai - Argentina   | Montevidéu (Uruguai)      | 1:0 (0:0) |
| 11 de outubro de 2005  | Paraguai - Colômbia   | Assunção (Paraguai)       | 0:1 (0:1) |
| 11 de outubro de 2005  | Brasil - Venezuela    | Belém (Brasil)            | 3:0 (1:0) |
| 11 de outubro de 2005  | Peru - Bolívia        | Tacna (Peru)              | 4:1 (3:0) |
| 11 de outubro de 2005  | Chile - Equador       | Santiago (Chile)          | 0:0       |

## Repescagem
| Data                   | Partida             | Local                | Resultado                                |
| 12 de novembro de 2005 | Uruguai - Austrália | Montevidéu (Uruguai) | 1:0 (1:0)                                |
| 16 de novembro de 2005 | Austrália - Uruguai | Sydney (Austrália)   | 1:0 Prorrogação (1:0) (1:0) 4:2 Pênaltis |

Classificado para a Copa do Mundo:  Austrália